# بازاریابی ویروس‌وار

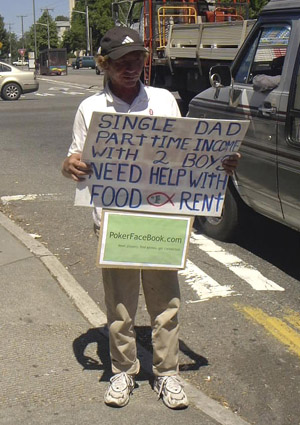
نمونه ای از بازاریابی ویروس وار

بازاریابی ویروس‌وار (به انگلیسی: Viral marketing) روشی از بازاریابی دهان‌به‌دهان آنلاین است که همانند ویروس زیستی، ویروس رایانه‌ای یا میم اینترنتی در شبکه اجتماعی، ایمیل و شبکه‌های موبایل به صورت متن، تصویر، کلیپ، فیلم کوتاه، تصویر متحرک انجام می‌گیرد.
گاهی برای افزایش هرچه بیشتر آگاهی از برند یا محصولی، از حساب‌های جعلی یا ربات‌های شبکه اجتماعی نیز استفاده می‌شود. از دیدگاه بازاریابی، طبق این فرایند افراد تشویق می‌شوند اطلاعات بازاریابی مطلوبی را که دریافت می‌کنند، در محیطی فرا رسانه‌ای منتقل کنند؛ اطلاعاتی که به‌طور اتفاقی یا به‌طور برنامه‌ریزی شده، مطلوب فرد هستند.

## نمونه ایرانی
استفاده از بازاریابی ویروسی با ظهور اینترنت و خصوصاً شبکه‌های اجتماعی در ایران نیز رواج دارد. یکی از پررنگ‌ترین استفاده از این شکل بازاریابی را یک شرکت فعال در زمینه تفریحات آبی در تابستان ۹۳، با بهره‌گیری از یک طنز رایج در شبکه‌های اجتماعی به کار گرفت و نام تجاری خود را در قالب یکی از این طنزها بر سر زبان‌ها انداخت.